# لينا فان دي مارس
لينا فان دي مارس (بالألمانية: Lina van de Mars)‏ (و. 1979  م) هي مقدمة تلفزيونية، وعارضة ألمانية، ولدت في ميونخ.

## وصلات خارجية
- لينا فان دي مارس على موقع IMDb (الإنجليزية)
- لينا فان دي مارس على موقع ميوزك برينز (الإنجليزية)

- لينا فان دي مارس في قاعدة بيانات الأفلام على الإنترنت